# Franz Xaver Fritsch
Franz Xaver Fritsch (* 6. Oktober 1797 in Braunau, Böhmen; † 17. August 1870 in Wien) war ein österreichischer Schriftsteller.

## Leben
Fritsch besuchte das Gymnasium seiner Heimatstadt und studierte an der Universität von Prag Rechtswissenschaften. Nach seinem erfolgreichen Abschluss ging er nach Wien und bekam dort bei der fürstlichen Familie Clary-Aldringen eine Anstellung als Hauslehrer des jungen Edmund von Clary-Aldringen (1813–1894). Als nach einigen Jahren seine Dienste als Pädagoge nicht mehr benötigt wurden, diente er dem Fürsten als Sekretär und Bibliothekar.
1825 macht Fritsch – anlässlich eines Kurbesuchs in Teplitz – die Bekanntschaft des Schriftstellers Ludwig Tieck. Dadurch ergab sich eine Zusammenarbeit der beiden, da Fritsch in Absprache mit Tieck einige dessen Werke für die Bühne bearbeitete. Neben diesen Auftragsarbeiten schuf Fritsch aber auch eigene Werke, wie Gedichte, Erzählungen und Dramen. In Erinnerung an den Beginn seines literarischen Schaffens schrieb er unter dem Pseudonym „Franz von Braunau“.
Zu seinen erfolgreichsten Theaterstücken gehörte die einaktige Komödie Jadest, die erstmals am 29. November 1840 im Burgtheater aufgeführt wurde.

## Familie
Franz Fritsch war der Vater des Landschaftsmalers Melchior Fritsch (1826–1889).

## Werke (Auswahl)
- Berufliche Liebe. Lustspiel. 1842.
- Der gefoppte Fopper oder die Badekur. Lustspiel in 3 Akten.
- Jadest. Lustspiel in einem Akt. Wien 1840.
- Neue Blumen und Fruchtstücke für die liebe Jugend. Kaulfuß, Wien 1825.